# Giessbachfall (Wädenswil)
Der Giessbachfall ist ein Wasserfall im Quartier Giessen in der politischen Gemeinde Stadt Wädenswil. Nach dem Rheinfall gilt er als höchster Wasserfall im Kanton Zürich.
Im Giessbachfall fliesst der Giessbach über eine rund zwanzig Meter hohe Wand von Sandstein und Nagelfluh. Der Wasserfall liegt rund 300 Meter von der Mündung des Bachs in den Zürichsee entfernt in einem kleinen bewaldeten Einschnitt zwischen der Bahnstrecke Wädenswil–Einsiedeln und der Seestrasse/Zürichseebahn.
Die Namen Giessbach und Giessen beziehen sich auf diesen Wasserfall, bedeutet doch das althochdeutsche Wort «giezo» fliessendes Wasser oder Wasserfall. Die früheste Erwähnung findet sich 1408 als «Giesse». Giessbach heisst der unterste Abschnitt des Reidbachs, vom Zinggeler-Weiher an der Einsiedlerstrasse an bis zur Mündung in den Zürichsee auf dem Giessenhorn. Auf der Landeskarte und kantonalen Planwerken ist auch der untere Bachlauf als Reidbach verzeichnet.